# Senegalkiebitz
Der Senegalkiebitz (Vanellus senegallus) ist ein Watvogel in der Familie der Regenpfeifer (Charadriidae).
Er kommt weitverbreitet in Subsahara-Afrika mit Ausnahme des Regenwaldes vor.
Der Lebensraum umfasst feuchtes Grasland, Sumpfränder, gern in Wassernähe, aber auch auf trockenen Flächen, Reisfelder sowie angebrannte Flächen von 250 bis 2200 m Höhe.
Der Artzusatz bezieht sich auf den Senegal.

## Merkmale
Diese Art ist 34 bis 35 cm groß und wiegt zwischen 160 und 287 g, damit der größte Kiebitz in Afrika. Sie hat einen braun gelben Schnabel mit angedeutet schwarzer Spitze, leuchtend gelbe Beine mit schwarzen Sporen, Längsstreifen auf Kehle, Ohrdecken und Nacken, einen kleinen weißen Stirnfleck und große gelbe und rote Kehllappens neben dem Schnabel. Ansonsten ist sie überwiegend braun gefiedert. Im Fluge fällt ein weißes Flügelband zwischen den braunen inneren Flügeldecken und den schwärzlichen Flugfedern auf. Beim Weibchen findet sich weniger schwarz an der Kehle. Jungvögel haben kleinere Kehllappen und eine braune, gestrichelte Stirn.

## Geografische Variation
Es werden folgende Unterarten anerkannt:
- V. s. senegallus (Linnaeus, 1766), Nominatform – Senegal und Gambia bis Eritrea und Äthiopien, südlich bis Demokratische Republik Kongo und Uganda, schließt Ssp. V. s. major und V. s. clinal mit ein[8]
- V. s. lateralis Smith, 1839, – Demokratische Republik Kongo bis Kenia und Osten Südafrikas

Avibase und Birds of the World führen die Unterart (Ssp.) V. s. major getrennt:
- V. s. major (Neumann, 1914), – Eritrea und Äthiopien

## Stimme
Der Ruf wird als hohes nicht metallisches, klingendes „kip-kip-kip“ beschrieben, das üblicherweise nachts lange wiederholt wird.

## Lebensweise

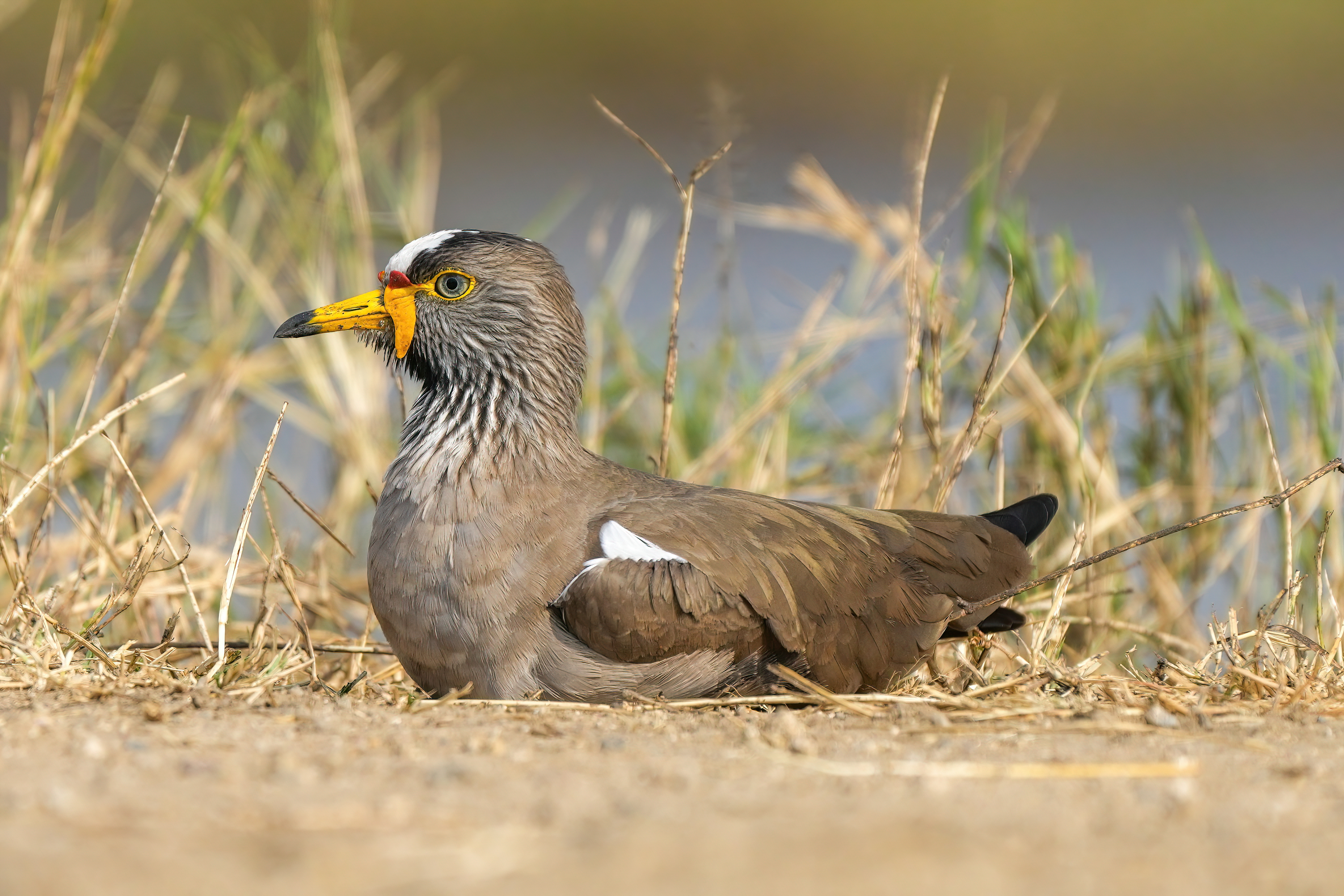
Eine Mutter, die Eier ausbrütet

Die Nahrung besteht hauptsächlich aus Insekten, Wirbellosen, auch Würmern und Grassamen, die durch langsames Herumlaufen, Stehenbleiben mit einem Bein erhoben, Springen ergriffen werden, auch durch Scharren mit den Füßen. Die Art tritt in Paaren und Gruppen bis zu 60 Vögeln auf.
Die Brutzeit hängt von der Regenzeit ab und liegt in Nigeria zwischen März und Juni, zwischen Juli und Dezember in Südafrika, in Malawi zwischen August und November, in Äthiopien zwischen Februar und Juni. Der Vogel ist monogam und standorttreu. Das Nest ist eine flache Vertiefung auf der nackten Erde oder in kurzem Gras in Wassernähe. Das Gelege besteht aus 2 bis 4 dunkel cremefarbenen bis blass oliv-gelben Eiern mit kräftiger schwarzer und brauner Fleckung. Beide Elternvögel brüten über 30–32 Tage.

## Gefährdungssituation
Die Art gilt als nicht gefährdet (Least Concern).